# (1024) Hale
(1024) Hale ist ein Asteroid des Hauptgürtels, der am 2. Dezember 1923 vom belgischen Astronomen George Van Biesbroeck am Yerkes-Observatorium in Williams Bay, Wisconsin entdeckt wurde.
Der Asteroid ist nach dem US-amerikanischen Astronomen George Ellery Hale benannt.
Die Umlaufbahn hat eine Große Halbachse von 2,8662 Astronomische Einheiten und eine Bahnexzentrizität von 0,2251. Damit bewegt er sich in einem Abstand von 2,221 (Perihel) bis 3,5113 (Aphel) astronomischen Einheiten in 4,852 a um die Sonne. Die Bahn ist 16,083° gegen die Ekliptik geneigt.
Der Asteroid hat einen Durchmesser von 41,36 km und eine Albedo von 0,059.